# Финикиянки (Сенека)
«Финикия́нки» (лат. Phoenissae) — трагедия римского писателя Луция Аннея Сенеки Младшего, сохранившаяся в виде нескольких фрагментов.

## Содержание
Сенека почерпнул материал для «Финикиянок» из беотийских мифов. Трагедия сохранилась в виде всего двух фрагментов с разным местом действия, и существует предположение, что в действительности это части двух отдельных пьес. Один из этих фрагментов содержит диалог изгнанника Эдипа с дочерью Антигоной и мог входить в состав пьесы, примерно соответствовавшей по сюжету «Эдипу в Колоне» Софокла. Действие другого происходит в Фивах, осаждённых семью пелопоннесскими вождями (это сюжет, разработанный в трагедиях Эсхила «Семеро против Фив» и Еврипида «Финикиянки»). Жена и мать Эдипа Иокаста здесь безуспешно пытается добиться примирения между сыновьями — Этеоклом и Полиником.
Название трагедии связано с тем, что хор здесь состоял из фиванских женщин, считавшихся потомками финикиянина Кадма. При этом хоровые партии полностью утрачены.
Сюжет «Финикиянок» противоречит «Эдипу» того же автора, где Иокаста совершает самоубийство задолго до осады Фив Семерыми. Здесь могло проявиться пренебрежительное отношение Сенеки к сюжетным условностям.

## Судьба пьесы
О времени создания «Финикиянок», как и других трагедий Сенеки, ничего не известно. Одни исследователи относят пьесы к раннему периоду творчества Луция Аннея, другие — к позднему. Предположительно эти произведения создавались не для постановки на сцене, а для чтения. Из более поздних античных авторов их упоминает только Квинтилиан. В эпоху Средних веков и Раннего Нового времени трагедии Сенеки были единственными произведениями античной драматургии, которые знала европейская публика, они существенно повлияли на становление европейской литературы (в том числе на творчество Уильяма Шекспира и Жана Расина). Начиная с XVIII века их подвергают жёсткой критике за риторичность, дефицит действия, вторичность по сравнению с трагедиями афинских классиков. Наряду с этим есть и другой взгляд на пьесы Сенеки — как на уникальный литературный памятник, появившийся на очередном этапе освоения классического культурного наследия.

## Издание на русском языке
- Луций Анней Сенека. Финикиянки. Перевод С. А. Ошерова // Луций Анней Сенека. Трагедии. М., 1983. С. 99-115.